# Billet de 20 euros
Vous lisez un « bon article » labellisé en 2012.  Il fait partie d'un « bon thème ».
Recto
Verso
Le billet de 20 euros (20 €) est le troisième billet en euros par ordre croissant de valeur, utilisé depuis l'introduction réelle de l'euro en 2002. Il est utilisé dans vingt États membres de l'Union européenne, quatre micro-États non-membres de l'UE mais disposant de conventions monétaires, ainsi que dans deux autres pays européens hors de l'Union qui l'ont adopté unilatéralement et sans convention monétaire.
Près de 350 millions de personnes effectuent leurs paiements en espèces avec une seule monnaie.
Cette coupure, de couleur bleue, représente des vitraux d'architecture gothique sur le recto et un pont d'architecture gothique sur le verso. En termes de dimensions, elle est le troisième plus petit billet d'euro, mesurant 133 millimètres sur 72.
Comme tous ceux de la gamme, il possède de nombreuses caractéristiques de sécurité telles qu'un filigrane, de l'encre ultraviolette, un hologramme et des micro-impressions, qui certifient son authenticité.
Au 1er janvier 2025, il y avait 4 717 330 800 billets de 20 euros en circulation dans le monde, pour une valeur totale de 94 346 616 000 €.

## Historique

### Avant l'introduction
L'euro a été mis en place le 1er janvier 1999. L'euro devint alors la monnaie de plus de 300 millions de personnes en Europe. Pendant les trois premières années d'existence, l'euro était une monnaie « invisible », uniquement utilisé en comptabilité. L'euro liquide fut officiellement introduit le 1er janvier 2002, il remplaça alors les pièces et les billets des monnaies nationales de la zone euro (12 membres à l'époque), à des taux fixes. L'euro remplaça alors des monnaies telles que le franc français, le Deutsche Mark, la livre irlandaise.

### Après l'introduction
La période de double-circulation, durant laquelle les billets et pièces des monnaies nationales et de l'euro étaient acceptés, dura deux mois, jusqu'au 28 février 2002, date officielle à laquelle les monnaies nationales cessèrent d'avoir un cours légal. Cette date varia cependant de quelques semaines selon les pays : c'est en Allemagne où la monnaie nationale cessa d'avoir un cours légal en premier, à la date du 31 décembre 2001. La période de double-circulation y durera cependant également deux mois. Même une fois le cours des anciennes monnaies devenu illégal, ces dernières continuèrent d'être acceptées par les banques centrales durant une période allant de 10 ans, voire sans limite dans le temps, selon les pays,.

## Différentes séries de billets de20 euros

### Première série
Du 1er janvier 2002, date de leur introduction, au 25 novembre 2015, il y a eu une série de billets de 20 euros gardant les mêmes signes de sécurité et portant trois signatures. Le tirage initial porte la signature du président de la Banque centrale européenne, Wim Duisenberg, remplacé par Jean-Claude Trichet le 1er novembre 2003, lui-même remplacé par Mario Draghi le 1er novembre 2011. Il y a donc trois billets différents de 20 euros avec trois signatures différentes, en fonction de leur date d'impression. Toutefois, ils sont tous estampillés 2002, date à laquelle ceux de la première série ont été introduits.

### Deuxième série
Une seconde série dénommée « Europe » a commencé à être introduite avec le billet de 5 euros le 2 mai 2013, pourvue de signes de sécurité renforcés et plus complexes, qui rend la contrefaçon encore plus difficile. Elle comporte, comme la première série, les mêmes éléments graphiques inspirés du thème « Époques et styles architecturaux européens », ce qui permet aux utilisateurs de les reconnaître aisément.
Ce billet de la série « Europe » a été présenté à Francfort-sur-le-Main le 24 février 2015 et mis en circulation le 25 novembre 2015; l’année du copyright qui apparaît ainsi sur ces nouveaux billets est 2015.

### Comparaison visuelle
|                                  |  |                                   |
| Avers du premier billet de 20 €. |  | Revers du premier billet de 20 €. |

|                                 |  |                                  |
| Avers du second billet de 20 €. |  | Revers du second billet de 20 €. |

### Signatures

Signature du premier président de la BCE, Wim Duisenberg.
Signature du deuxième président de la BCE, Jean-Claude Trichet.
Signature du troisième président de la BCE, Mario Draghi.
Signature de l'actuelle présidente de la BCE, Christine Lagarde.

## Design
Le billet de 20 euros est le troisième billet par ordre croissant de valeur. Il est de couleur bleue et mesure 133 sur 72 millimètres. Tous les billets de banque en euro représentent des ponts et des arches dans des styles historiques européens différents. Celui de 20 euros dépeint l'ère gothique (entre les XIIIe et XIVe siècles). Les dessins initiaux de Robert Kalina devaient représenter de vrais monuments existants, mais pour des raisons politiques, le pont et les arches sont plus simplement des exemples hypothétiques de l'ère architecturale gothique.
Comme sur tous les billets en euro, on peut observer la dénomination du billet (20 EURO/ΕΥΡΩ), le drapeau de l'UE, la signature du président de la BCE, les initiales de la BCE dans toutes les langues officielles de l'UE (BCE, ECB, EZB, EKT et EKP), une carte de l'Europe, une représentation des territoires d'outre-mer de l'UE (on peut observer, en bas au centre, les îles Canaries et d'autres territoires français utilisant l'euro) et les étoiles du drapeau de l'UE.

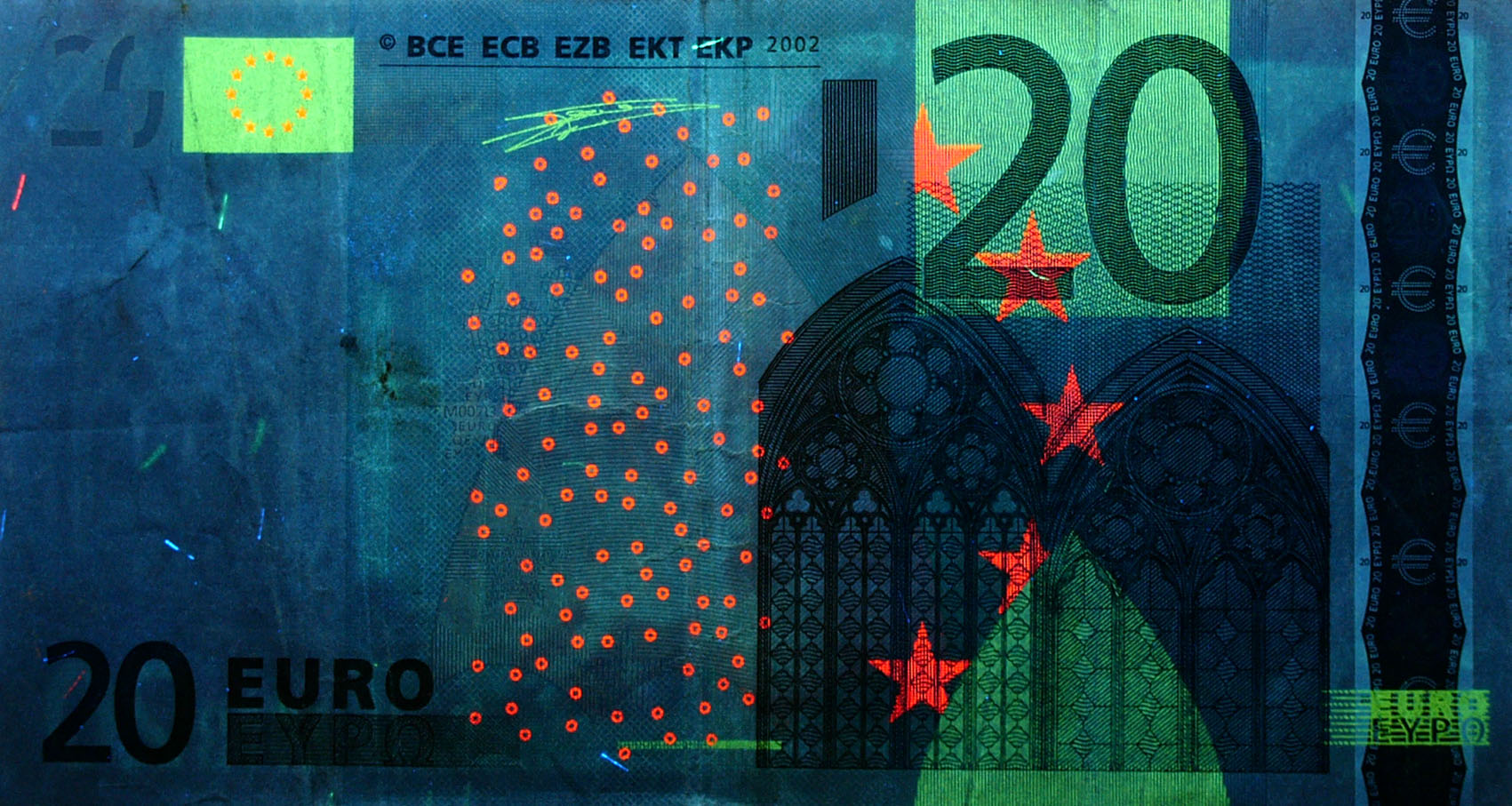
Billet de 20 euros sous lumière UV (Recto)
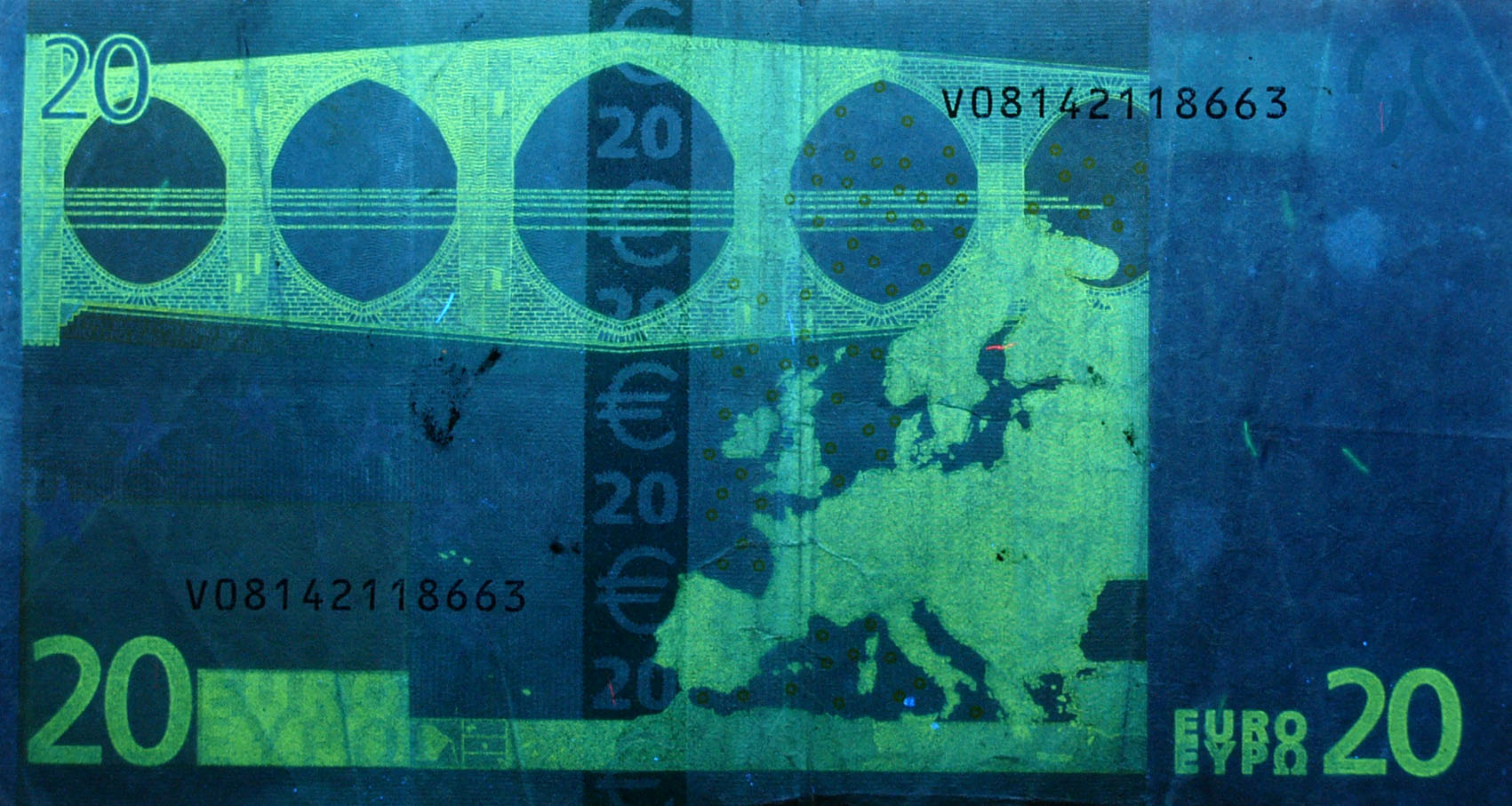
Billet de 20 euros sous lumière UV (Verso)

### Caractéristiques de sécurité

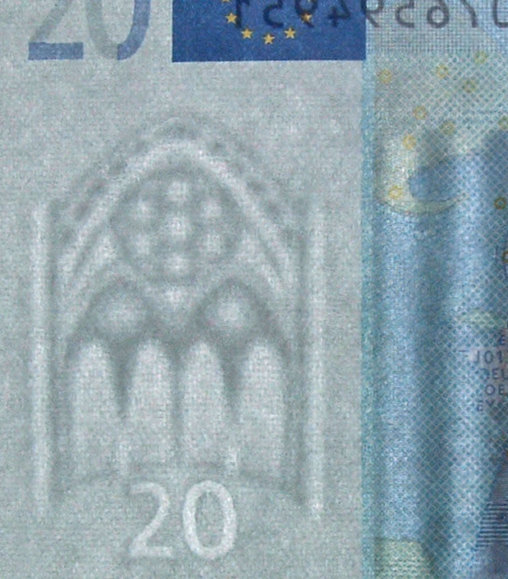
Le filigrane sur le billet de 20 euros.

Les billets de 20 euros sont protégés par une bande holographique, une bande de couleur dorée, une constellation EURion, un filigrane, des micro-impressions, de l'encre ultraviolette, une impression en relief, un fil de sécurité, des micro-perforations, un nombre incomplet (visible par transparence), et un numéro de série. Le numéro de série commence par une lettre. Cette lettre correspond à la banque centrale à laquelle les billets sont destinés. Par exemple, un numéro de série commençant par la lettre Z, indique que le billet a été destiné et distribué par la banque centrale de Belgique, mais elle ne l'a pas forcément produit.

### Identification des billets

#### Première série
Chaque coupure de 20 euros possède un numéro de série commençant par une lettre qui correspond à la banque centrale à laquelle il est destiné. L'imprimeur est signalé par une lettre dans l'étoile du recto. Cette lettre est suivie par une série de chiffres désignant la matrice utilisée à l'impression puis par un code (une lettre et un chiffre) correspondant à la position du billet sur la planche.

#### Deuxième série
Chaque billet de la deuxième série possède un numéro de série qui commence par deux lettres. La première correspondant à l'imprimeur, dont les codes diffèrent des précédents, en partie inspirés par les anciens codes d'identification de la banque centrale destinataire des billets. La seconde varie séquentiellement en suivant l'alphabet, en parallèle avec la séquence numérique. La mention de la banque centrale destinataire disparaît donc.

#### Liste des codes
La page "détail des codes d'identification" reprend l'ensemble des codes pour les deux séries.

## Production et stockage des billets

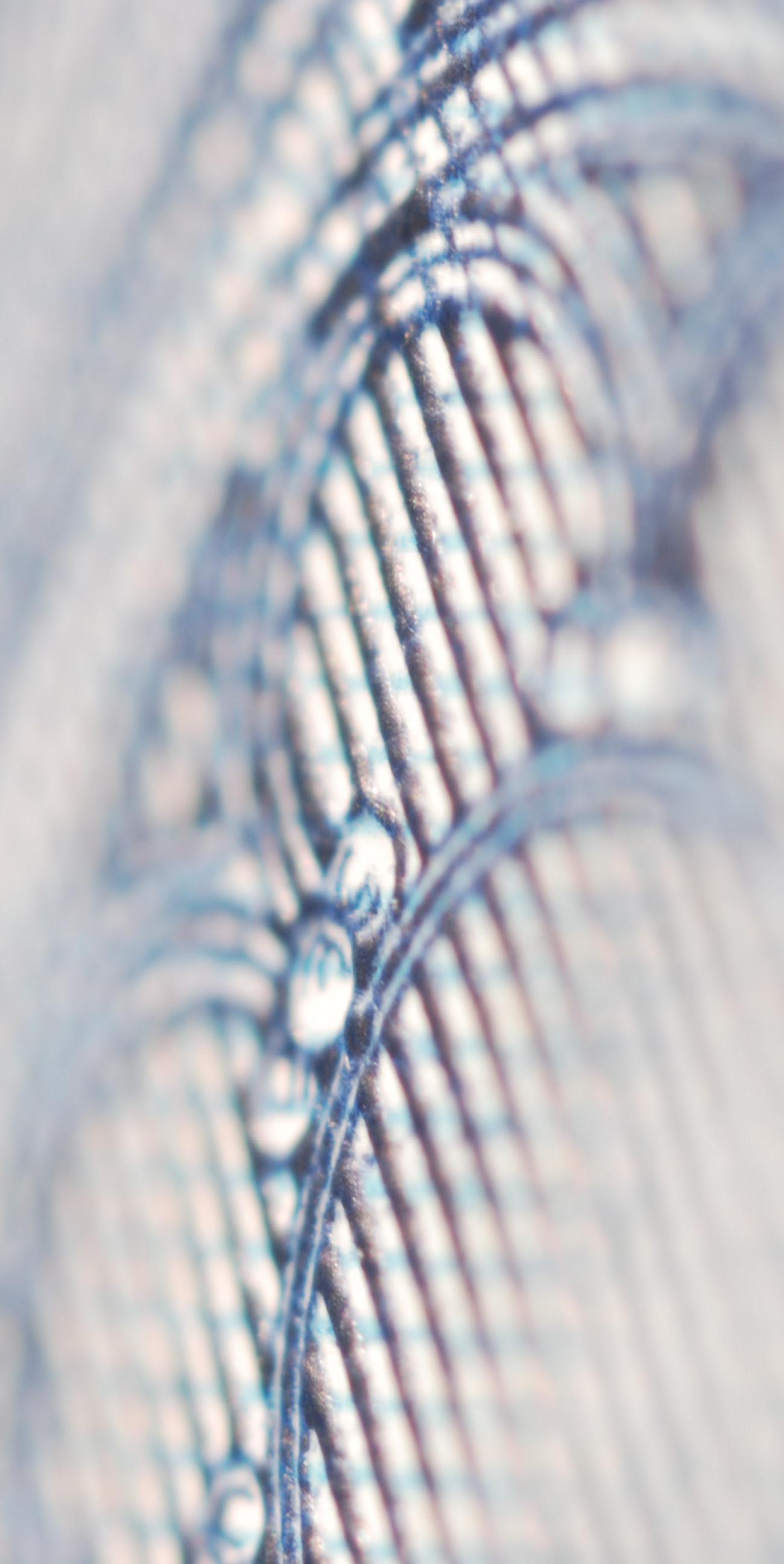
Relief d'un billet de 20 euros.

En avril 2001, la BCE a décidé qu’après l'introduction de l’euro, la production des billets en euros serait décentralisée et mise en commun (pooling). Dès lors, depuis 2002, chaque banque centrale nationale de chaque État membre de la zone euro fournit une partie de la production annuelle totale. La banque centrale concernée prend en charge les coûts de production au titre de la part qui lui a été indiquée.
En septembre 2002, la BCE a décidé de mettre en place un stock stratégique de l’Eurosystème (c’est-à-dire la Banque centrale européenne (BCE) et les dix‑sept banques centrales nationales (BCN) de la zone euro). Il est utilisé dans des circonstances exceptionnelles, lorsque les stocks au sein de la zone euro sont insuffisants pour faire face à une hausse inattendue de la demande de billets ou en cas d’interruption inattendue de leur approvisionnement. Les stocks permettent aux banques centrales nationales de gérer à tout moment une variation de la demande. Grâce aux stocks logistiques, il est possible de répondre à la demande dans des circonstances normales. Ces stocks permettent également de remplacer les billets impropres à la circulation, de faire face à une progression inattendue de leur utilisation, de répondre aux fluctuations saisonnières de la demande et d’optimiser leur transfert entre les succursales des banques centrales.

## Émission du billet
Légalement, la Banque centrale européenne et les banques nationales de chaque pays membre de la zone euro ont le droit d'émettre les 7 billets de banque en euro différents. En pratique, seules les banques nationales sont dans la capacité d'émettre ces derniers. La Banque centrale européenne ne possède pas de caisses et n'est impliquée dans aucune opération de trésorerie.

## Circulation
Au 1er janvier 2025, il y avait 4 717 330 800 billets de 20 euros en circulation dans le monde, pour une valeur totale de 94 346 616 000 €.
La Banque centrale européenne contrôle constamment la circulation et le stock de pièces et de billets en euro. C'est une tâche effectuée par l'Eurosystème (c’est-à-dire la Banque centrale européenne (BCE) et les vingt banques centrales nationales (BCN) de la zone euro) pour assurer un approvisionnement efficace et sans heurts de l'euro et pour en maintenir l'intégrité.

### Statistiques
La Banque centrale européenne fournit chaque mois des statistiques sur le nombre de billets en circulation.
Il s’agit d’un nombre net, à savoir du nombre de billets émis, diminué de la somme des billets retirés ou rentrés et des billets en dépôt dans les banques nationales de la zone euro.
Les chiffres fournis sont les suivants :
| Année                                                     | Coupures                                                  | Montant                                                   | Année | Coupures      | Montant        | Année | Coupures      | Montant        |
| --------------------------------------------------------- | --------------------------------------------------------- | --------------------------------------------------------- | ----- | ------------- | -------------- | ----- | ------------- | -------------- |
| *                                                         | 1 961 761 089                                             | 39 235 221 780                                            | 2005  | 2 159 677 359 | 43 193 547 180 | 2010  | 2 751 808 438 | 55 036 168 760 |
| 2002                                                      | 1 974 764 476                                             | 39 495 289 520                                            | 2006  | 2 336 568 793 | 46 731 375 860 | 2011  | 2 853 452 345 | 57 069 046 900 |
| 2003                                                      | 2 053 751 069                                             | 41 075 021 380                                            | 2007  | 2 467 676 850 | 49 353 537 000 | 2012  | 2 988 384 283 | 59 767 685 660 |
| 2004                                                      | 2 079 431 718                                             | 41 588 634 360                                            | 2008  | 2 617 914 839 | 52 358 296 780 | 2013  | 3 088 833 405 | 61 776 668 100 |
| * : au lancement de l'euro fiduciaire (1er janvier 2002). | * : au lancement de l'euro fiduciaire (1er janvier 2002). | * : au lancement de l'euro fiduciaire (1er janvier 2002). | 2009  | 2 690 208 898 | 53 804 177 960 | 2014  | 3 233 284 025 | 64 665 680 500 |

Le 25 novembre 2015, une nouvelle série « Europe » a été émise.
Les billets de la première série ont été émis concurremment durant quelques mois avec ceux de la série « Europe » jusqu’à épuisement des stocks existants, puis progressivement retirés de la circulation. Les deux séries circulent donc parallèlement mais la proportion tend inévitablement vers une forte diminution de la première série.
| Année | Coupures      | Montant        | Reliquat 1re série | Proportion | Année | Coupures      | Montant        | Reliquat 1re série | Proportion |
| ----- | ------------- | -------------- | ------------------ | ---------- | ----- | ------------- | -------------- | ------------------ | ---------- |
| 2015  | 3 439 563 088 | 68 791 261 760 | 2 814 523 557      | 81,8 %     | 2018  | 4 020 474 877 | 80 409 497 540 | 744 039 941        | 18,5 %     |
| 2016  | 3 590 492 061 | 71 809 841 220 | 1 336 184 040      | 37,2 %     | 2019  | 4 190 497 224 | 83 809 944 480 | 624 415 397        | 14,9 %     |
| 2017  | 3 829 512 086 | 76 590 241 720 | 943 462 935        | 24,6 %     | 2020  | 4 498 520 808 | 89 970 416 160 | 560 639 492        | 12,5 %     |

La publication des statistiques les plus significatives du nombre de billets en circulation relevées chaque année est celle du 31 décembre, ce nombre étant le plus élevé de l'année.
Les statistiques pour l'ensemble des billets et pour chaque valeur au 1er janvier 2021 sont disponibles à la page générale des billets de banque en euros.

### Suivi des billets
Il existe plusieurs sites web et communautés qui permettent de suivre les billets de banque en euro, de savoir où ils voyagent et où ils ont voyagé. Le site web le plus connu est EuroBillTracker. Le but est d'enregistrer le plus de billets possible afin de connaître les détails de leur propagation tel que leur provenance et leur destination, ou encore où un billet a été vu. Cela permet de générer des statistiques et des classements, par exemple, dans quels pays il y a le plus de billets. EuroBillTracker a enregistré plus de 96 millions de billets en octobre 2011, soit plus de 1,876 milliard d'euros.

## Contrefaçon
Pour la BCE, les billets en euro sont très difficiles à contrefaire en raison d'un nombre important de signes de sécurité. Cependant, la qualité des planches qui sortent des ateliers clandestins est croissante et les nouvelles technologies permettent de produire plus facilement des faux billets de bonne facture,. Le billet de 20 € est le billet en euro le plus contrefait : il représentait 47,5 % des billets en euro contrefaits au 2d semestre 2011, soit 147 250 billets de 20 € contrefaits. Selon l'expert judiciaire Gilles Duteil, ces estimations ne sont pas réalistes et il est « très difficile de déterminer un chiffre réellement significatif ». La BCE et les banques centrales nationales recommandent d'être vigilant, et de reconnaître les faux-billets par la méthode simple de « Toucher-Regarder-Incliner ».
Pour lutter contre cette contrefaçon, la BCE utilise des techniques de pointe lors de l'impression et utilise un certain nombre de signes de sécurité, signes qui suffisent à dissuader les faux-monnayeurs. La BCE dispose d'un centre d'analyse de la contrefaçon, qui coopère étroitement avec Europol. Ce centre analyse les billets contrefaits récupérés par la police, afin de mieux prévenir les futures contrefaçons. La BCE dispose également d'un Groupe de dissuasion de la contrefaçon des banques centrales (CBCDG). Ce groupe a pour mission de dissuader la contrefaçon numérique et, en empêchant la production de faux billets, de réduire les dommages causés aux particuliers et aux entreprises qui seraient amenés à recevoir de faux-billets. Ce groupe de dissuasion utilise des technologies qui empêchent l’acquisition ou la reproduction, au moyen d’ordinateurs individuels ou d’outils d’imagerie numérique, de l’image d’un billet protégé. Le CBDG a également pour but de prévenir la reproduction non autorisée de billets.
De temps en temps, cette brigade démantèle des usines à faux-billets, comme en France, le 13 juin 2012 en Seine-et-Marne. Cette usine produisait des fausses-coupures de 20 et 50 euros, de qualité moyenne à bonne. Sur place, la police a retrouvé plus de 9 millions d'euros en 350 000 faux-billets de 20 et 50. Il s'agissait de la plus grande fabrique de contrefaçon en France, et la deuxième en Europe.

## Impact environnemental
La Banque centrale européenne a mis en œuvre dès 2003 une analyse de cycle de vie (ACV) de l'ensemble des billets produits. Cette étude, menée conformément à la norme ISO 14000 évalue l'impact environnemental de la production, du stockage, de l'utilisation et du traitement de fin de vie des billets. L'ensemble de la production de 2003 (3 milliards de coupures, toutes valeurs confondues) a le même impact environnemental qu'un parcours de 370 millions de kilomètres en voiture, soit un kilomètre par an et par habitant en Union européenne.
Les billets de banque en euro sont sains d'utilisation : des tests indépendants confirment que les billets en euro satisfont tous les critères imposés par l'Union européenne, y compris les critères sur les substances chimiques utilisées, dont la concentration est inférieure aux seuils de nocivité.

## Sources
- (en) Cet article est partiellement ou en totalité issu de l’article de Wikipédia en anglais intitulé « 20 euro note » (voir la liste des auteurs).

#### Conventions monétaires et législation
- Convention monétaire entre le gouvernement de la République française et le gouvernement de Son Altesse sérénissime le prince de Monaco, JOUE, 31 mai 2002, 15 p. (lire en ligne)
- Convention monétaire entre la République italienne, au nom de la Communauté européenne, et la République de Saint-Marin, JOUE, 27 juillet 2001, 4 p. (lire en ligne)
- Convention monétaire entre la République italienne, au nom de la Communauté européenne, et l'État de la Cité du Vatican, représenté par le Saint-Siège, 25 octobre 2001, 4 p. (lire en ligne)
- Accord monétaire entre l'Union européenne et la Principauté d'Andorre (lire en ligne)

#### Sites officiels
- BCE, « Les effets de la production et de l’utilisation des billets en euros sur l’environnement », sur le site officiel de la Banque centrale européenne, 20 décembre 2007 (consulté le 2 décembre 2011)
- BCE, « La lutte contre la contrefaçon », sur le site officiel de la Banque centrale européenne
- BCE, « Note d’information semestrielle sur la contrefaçon des billets en euros », sur le site officiel de la Banque centrale européenne, 16 janvier 2012
- (en) BCE, « Circulation », sur le site de la Banque centrale européenne, août 2011 (consulté le 13 octobre 2011)
- BCE, « Carte de la zone euro 1999-2011 », sur le site de la Banque centrale européenne
- BCE, « Le 10e anniversaire des billets et pièces en euros », sur le site officiel de la Banque centrale européenne, 1er décembre 2011 (consulté le 2 décembre 2011)
- BCE, « Introduction - la production et les stocks de billets », sur le site officiel de la Banque centrale européenne (consulté le 10 mai 2012)
- BCE, « Les billets - les sept coupures », sur le site officiel de la Banque centrale européenne (consulté le 10 mai 2012)
- BCE, « Les signes de sécurité : Incliner », sur le site de la Banque centrale européenne (consulté le 10 mai 2012)
- BCE, « Signes de sécurité supplémentaires », sur le site de la Banque centrale européenne (consulté le 10 mai 2012)
- BCE, « Les signes de sécurité : Regarder », sur le site de la Banque centrale européenne (consulté le 10 mai 2012)
- BCE, « Les signes de sécurité : Toucher », sur le site officiel de la Banque centrale européenne, 2002 (consulté le 9 octobre 2011)
- BCE, « Caractéristiques de sécurité », sur le site officiel de la Banque centrale européenne, 2008 (consulté le 13 octobre 2011)
- BCE, « Introduction - L'utilisation de l'euro », sur le site de la Banque centrale européenne (consulté le 10 mai 2012)
- BCE, « Concours graphique organisé en vue de la première série de billets en euros », sur le site de la Banque centrale européenne (consulté le 10 mai 2012)
- (it) « Cambio banconote e monete in lire », sur le site de la Banque d'Italie, 13 avril 2011 (consulté le 14 octobre 2011)
- BCE, « Les billets - les éléments graphiques », sur le site de la Banque centrale européenne (consulté le 10 mai 2012)

#### Autres sites
- (en) Alf Young, « Witnessing a milestone in European history [Témoin d'une étape importante de l'histoire européenne] », The Herald,‎ 1er janvier 2002 (lire en ligne, consulté le 23 octobre 2011)
- (en) Philippe Girolami, Anssi Johansson, Marko Schilde, « Mission Statement [À propos du site] », sur EuroBillTracker, 1er janvier 2002 (consulté le 21 octobre 2011)
- (en) Philippe Girolami, Anssi Johansson, Marko Schilde, « Statistics [Statistiques] », sur EuroBillTracker, 1er janvier 2002 (consulté le 21 octobre 2011)
- (en) BBC News, « Money talks - la nouvelle monnaie (Euro) », BBC News,‎ décembre 1996 (lire en ligne, consulté le 13 octobre 2011)
- (en) « Andorran Euro Coins [Pièces en euro d'Andorre] », sur Eurocoins.co.uk, 2003 (consulté le 15 octobre 2011)